# 冬水社
株式会社冬水社（とうすいしゃ）は、山梨県南アルプス市に本社、東京都武蔵野市吉祥寺に編集部を置く、漫画の発行を専門とする日本の出版社。

## 概要
同人サークル「吉祥寺企画」を母体として、1991年4月1日に設立された。
1995年頃までは吉祥寺企画名義にて単行本・雑誌を発行。1996年頃より冬水社名義での発行に移行した。
1992年に漫画雑誌『Racish』創刊し定期刊行を開始。後に増刊誌を加え、1995年段階と1997年段階では最大で3誌を発行していたが、2001年以降は『いち＊ラキ』一誌に統合されている。
単行本の発行レーベルとしては、基本レーベルとなる「ラキッシュコミックス」と『いち＊ラキ』を母体とする「いち＊ラキ コミックス」のほか、文庫レーベル「冬水社文庫」がある。発売日はいずれも偶数月20日となる。
販売は出版取次を通さない直販形式であるため、書店での取り扱いが限られているが、自社ホームページにて取り扱い店舗の紹介を行っている。自社ホームページ上で公式通販も行われている他、オンライン書店のブープルやAmazon.com（2006年9月以降）でも取り扱いされている。また、オンライン上では無償のお試し版が公開されている。
設立当初は主にボーイズラブ (BL) ジャンルが中心であったようだが、最近はその傾向は薄くなり、『G・DEFEND』等の一部作品を除き、少女漫画が主流になっている。
2018年6月に『いち＊ラキ』が休刊して以降は雑誌を発行せず、単行本を1冊描き下ろしの内容・形式で年4回(1月・4月・7月・10月)発行・発売している。
2024年1月22日にコミックスを印刷していた印刷会社が倒産したことを受け、同年4月分の発売から電子書籍限定での刊行となる。

## 沿革
- 1991年04月01日 - 設立
- 1992年12月26日 - 『Racish』創刊[3]
- 1993年04月20日 - 『Luiy』（『Racish』増刊）創刊
- 1995年02月19日 - 『Kish』（『Racish』増刊）創刊
- 1995年12月24日 - 『いちばん好き』（『Luiy』と『Kish』の合併）創刊[4]
- 1997年02月24日 - 『いちばん好きDX』（『いちばん好き』増刊）創刊[5]。季刊にて通算4号を発行し年内休刊[5]。
- 2001年10月24日 - 『いち＊ラキ』（『いちばん好き』と『Racish』の合併）創刊[6]
- 2013年02月20日 - 『いち＊ラキ』隔月刊化
- 2018年06月20日 - 『いち＊ラキ』休刊[7]
- 2024年 - 新刊の刊行が電子書籍限定となる[2]

## 在籍作家
創設メンバー
- 社長 - 東宮千子（杜山加英）
- 専務 - 戸川視友

退社した創設メンバー
- 遠東顕
- 芳崎せいむ
- 葉芝真己

外部からの参加作家
- 羽音こうき

冬水社デビュー作家
| - あおきあかね - 明月昴 - あべ美幸（阿部美幸） - 小田切ほたる - 柿崎椋 | - 舵英里 - 上総かける - 咲真ユミ | - 杉原マチコ - 瀬名真紗也 - 藤臣花恋 - 蜜宮真玻 | - 森本秀 - 山咲有貴 - 杉浦志保 |